# Hybomitra
Hybomitra là một chi ruồi trong họ Tabanidae.

## Các loài
Chi này gồm các loài:
- H. acuminata (Loew, 1858)
- H. aequetincta (Becker, 1900)
- H. alegrei Dias, 1984
- H. arpadi (Szilády, 1923)
- H. astuta (Osten Sacken, 1876)
- H. aterrima (Meigen, 1820)
- H. auripila (Meigen, 1820)
- H. bimaculata (Macquart, 1826) - hairy-legged horsefly
- H. borealis (Fabricius, 1781)
- H. caucasi (Szilády, 1923)
- H. caucasica (Enderlein, 1925)
- H. ciureai (Séguy, 1937) - Levels yellow-horned horsefly
- H. decora (Loew, 1858)
- H. distinguenda (Verrall, 1909) - bright horsefly
- H. erberi (Brauer, 1880)
- H. expollicata (Pandellé, 1883) - striped horsefly
- H. hinei (Johnson, 1904)
- H. kaurii Chvála & Lyneborg, 1970
- H. longipalpis (Kröber, 1923)
- H. lundbecki Lyneborg, 1959
- H. lurida (Fallén, 1817) - broad-headed horsefly
- H. medeirosi Dias, 1987
- H. media (Kröber, 1928)
- H. mendesi Dias, 1989
- H. micans (Meigen, 1804) - black-legged horsefly
- H. montana (Meigen, 1820) - slender-horned horsefly
- H. morgani (Surcouf, 1912)
- H. muehlfeldi (Brauer in Brauer & von Bergenstamm, 1880) - broadland horsefly
- H. nigricornis (Zetterstedt, 1842)
- H. nitidifrons (Szilády, 1914)
- H. peculiaris (Szilády, 1914)
- H. pilosa (Loew, 1858)
- H. portucalensis Dias, 1985
- H. sareptana (Szilády, 1914)
- H. sexfasciata (Hine, 1923)
- H. solstitialis (Meigen, 1820) - scarce forest horsefly
- H. tamujosoi Schacht & Portillo, 1982
- H. tarandina (Linnaeus, 1758)
- H. tropica (Linnaeus, 1758)
- H. ukrainica (Olsufjev, 1952)
- H. valenciae (Leclercq, 1957)
- H. vittata (Fabricius, 1794)
- H. zaballosi Portillo, 1988

Danh sách này không đầy đủ, bạn cũng có thể giúp mở rộng danh sách.

## Hình ảnh

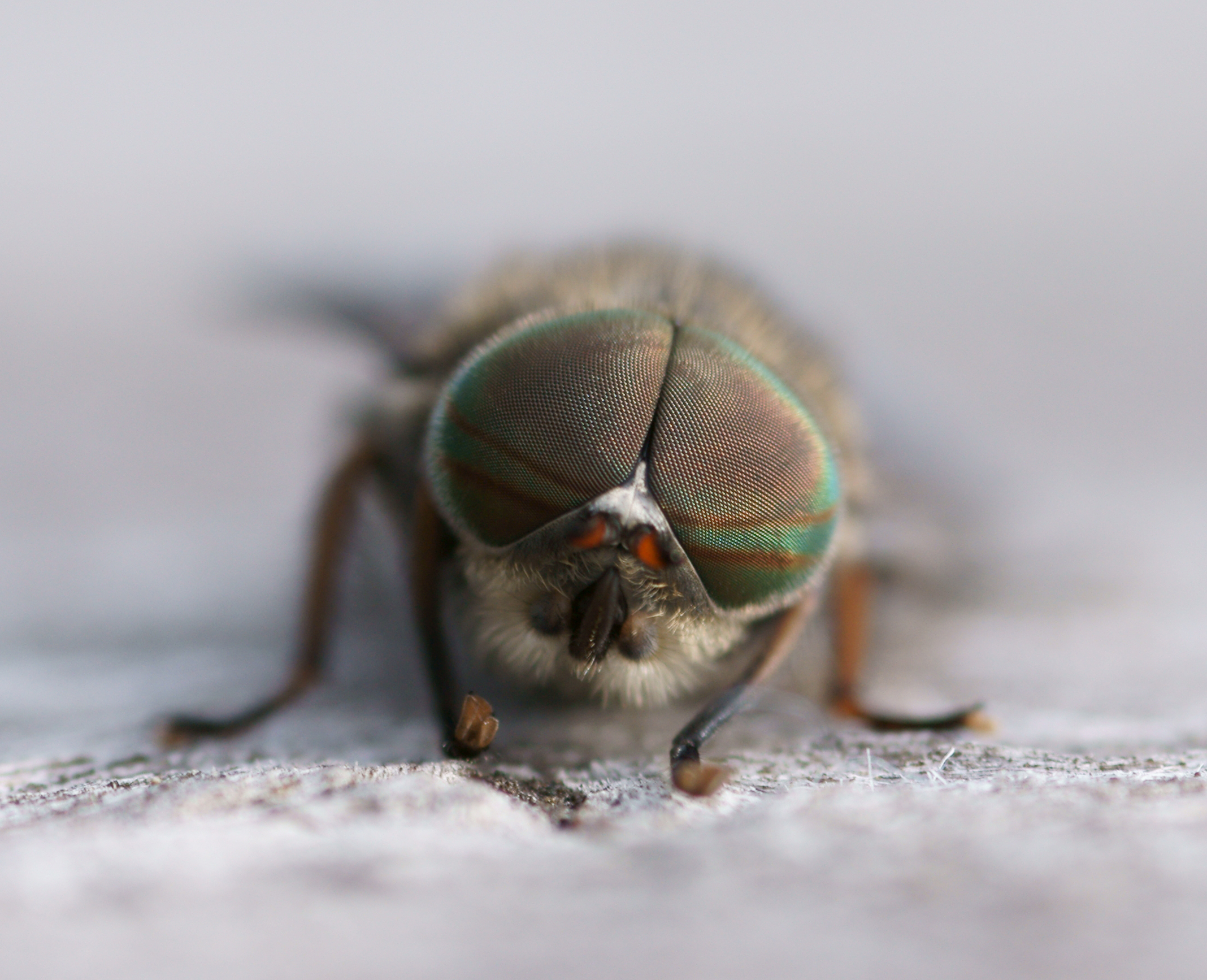
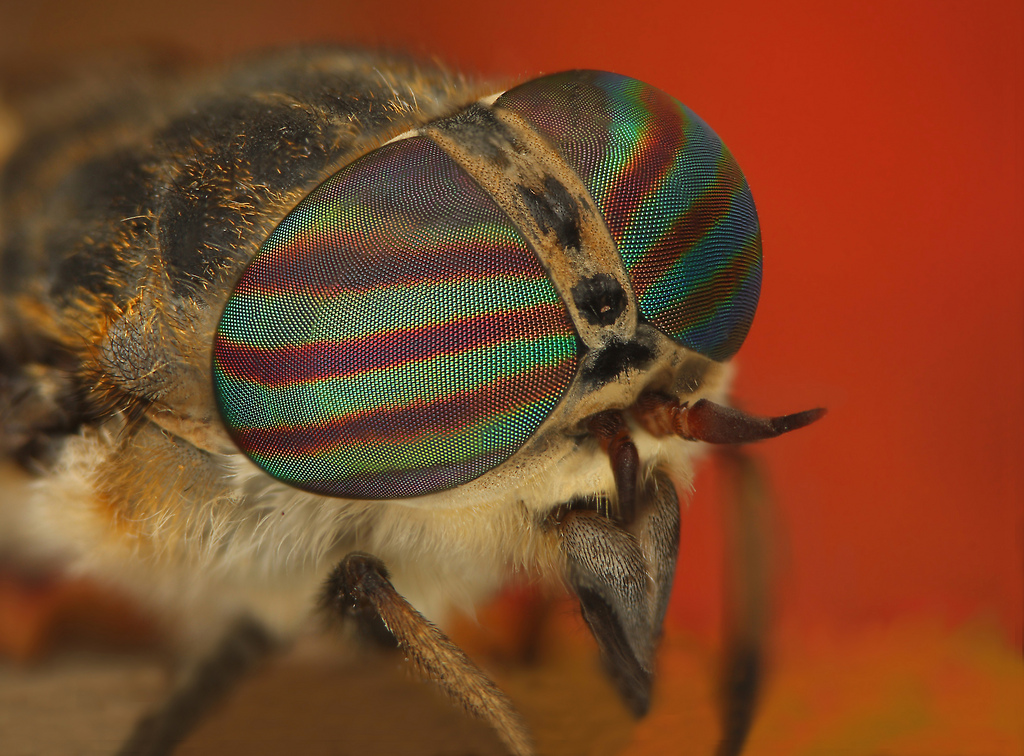
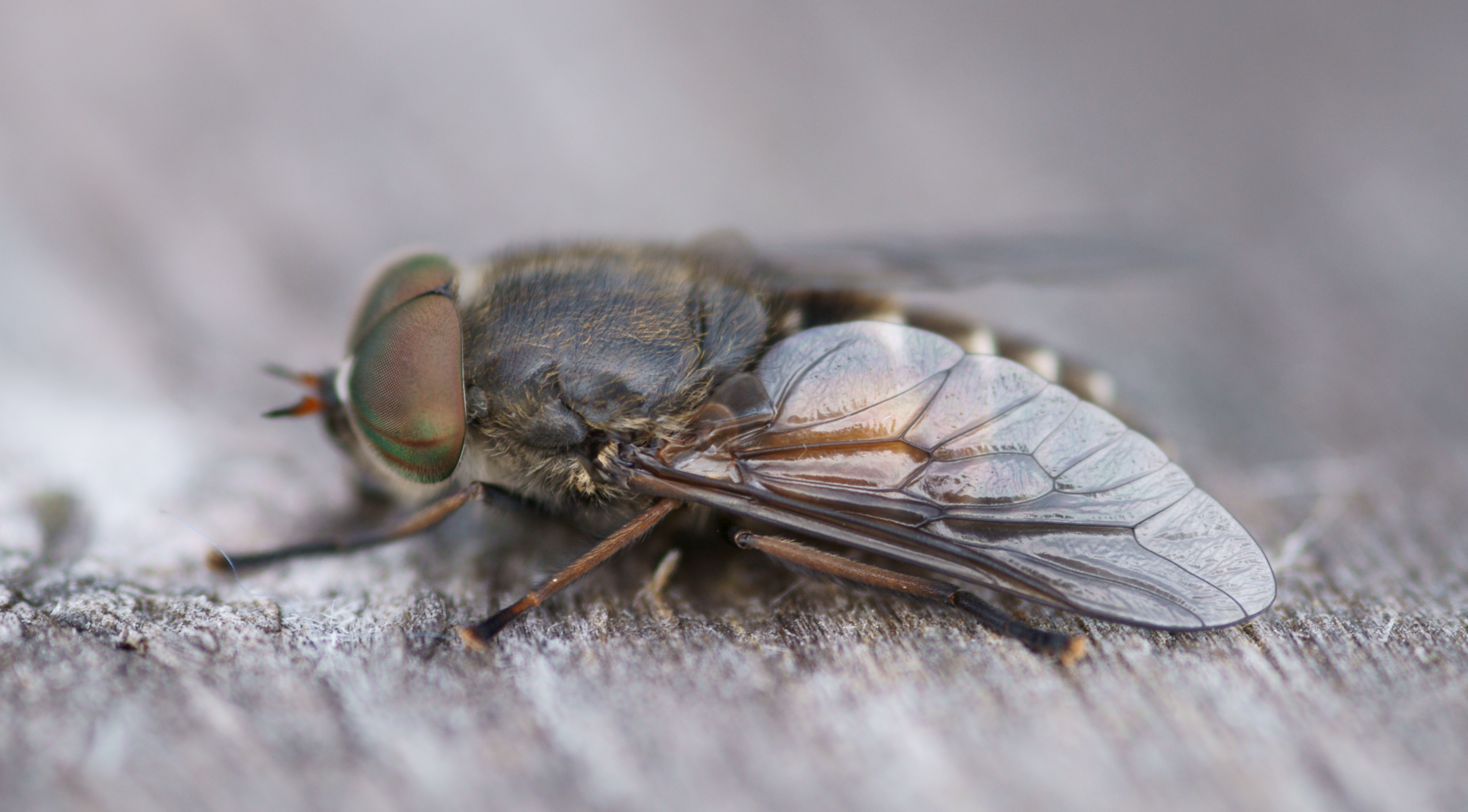
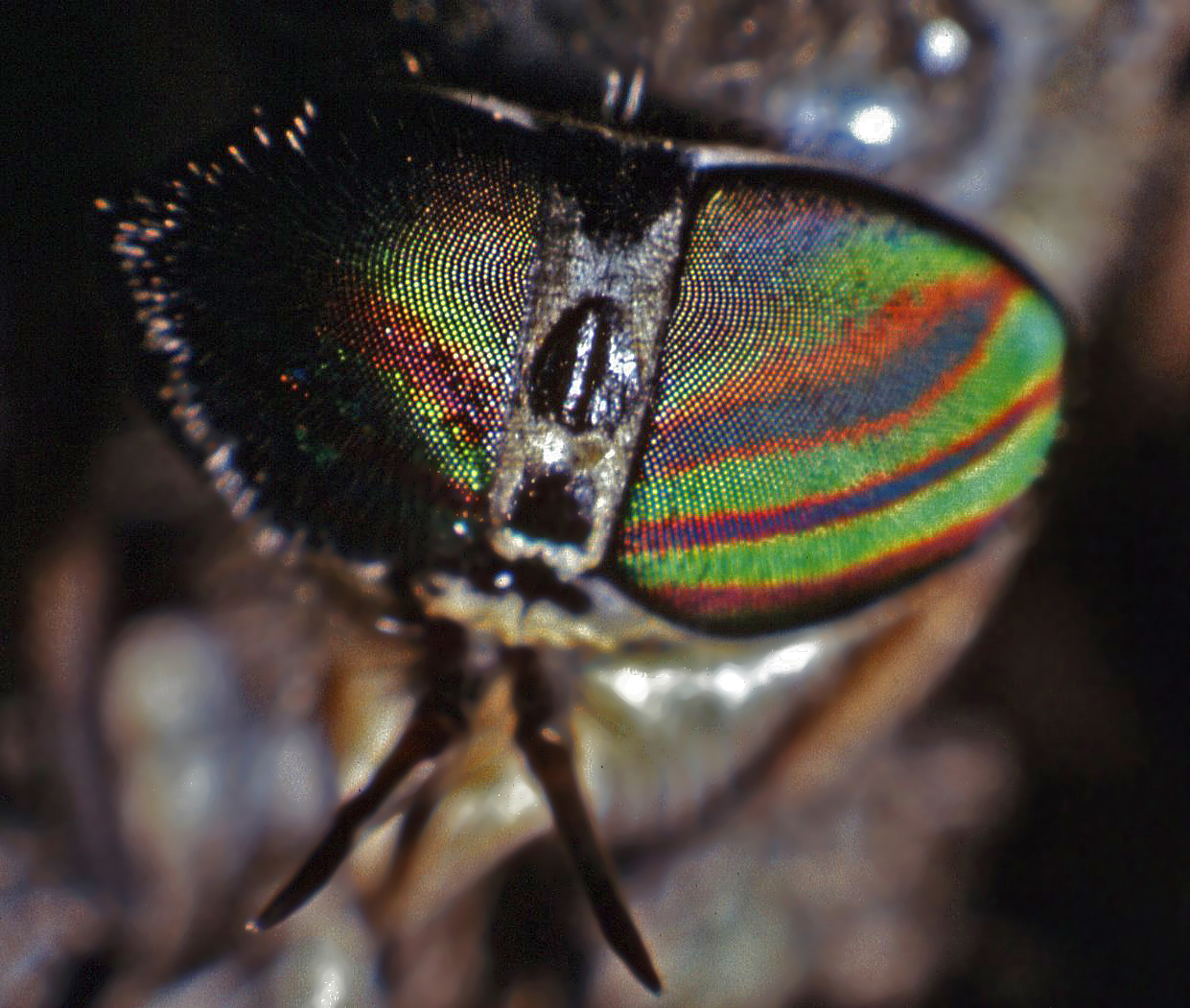